# ألبرت نيلسون ماركيز
ألبرت نيلسون ماركيز (بالإنجليزية: Albert Nelson Marquis)‏ هو ناشر أمريكي، ولد في 10 يناير 1855 في Decatur, Ohio ‏ في الولايات المتحدة، وتوفي في 21 ديسمبر 1943 في إيفانستون في الولايات المتحدة.